# 2009-es síkvízi kajak-kenu világbajnokság
A 2009-es síkvízi kajak-kenu világbajnokságot a kanadai Dartmouth-ban rendezték 2009. augusztus 12-e és augusztus 16-a között. Ez a harminchetedik kajak-kenu világbajnokság volt.

## Részt vevő nemzetek
| - Albánia - Algéria - Egyesült Államok - Angola - Argentína - Ausztrália - Ausztria - Azerbajdzsán - Belgium - Brazília - Bulgária - Chile - Cook-szigetek - Csehország - Dánia - Dél-afrikai Köztársaság - Ecuador | - Egyesült Királyság - Fehéroroszország - Finnország - Franciaország - Fülöp-szigetek - Ghána - Görögország - Guatemala - Hollandia - Horvátország - India - Izrael - Írország - Japán - Kanada - Kazahsztán - Kirgizisztán | - Kolumbia - Kuba - Lengyelország - Lettország - Litvánia - Luxemburg - Magyarország - Makaó - Mexikó - Németország - Norvégia - Olaszország - Oroszország - Örményország - Portugália - Puerto Rico - Románia | - Spanyolország - Srí Lanka - Svájc - Svédország - Szenegál - Szerbia - Szingapúr - Szlovákia - Szlovénia - Tádzsikisztán - Thaiföld - Tunézia - Törökország - Ukrajna - Új-Zéland - Üzbegisztán - Venezuela |  |

## Eredmények

### Férfiak

#### Kajak
| Versenyszám         | Arany                                                                             | Idő      | Ezüst                                                                         | Idő      | Bronz                                                                           | Idő      |
| K-1 200 m           | Ronald Rauhe (GER)                                                                | 35.134   | Oleg Kharytonov (UKR)                                                         | 35.650   | Artem Kononuk (RUS)                                                             | 35.696   |
| K-1 500 m           | Ronald Rauhe (GER)                                                                | 1:37.605 | Anders Gustafsson (SWE)                                                       | 1:37.679 | Ken Wallace (AUS)                                                               | 1:38.225 |
| K-1 1000 m          | Max Hoff (GER)                                                                    | 3:29.425 | Anders Gustafsson (SWE)                                                       | 3:30.976 | Adam van Koeverden (CAN)                                                        | 3:31.285 |
| K-1 4 × 200 m váltó | ESP · Francisco Llera · Saúl Craviotto · Carlos Pérez · Ekaitz Saies              | 2:27.422 | GER · Norman Bröckl · Jonas Ems · Torsten Lubisch · Ronald Rauhe              | 2:28.530 | FRA · Guillaume Burger · Arnaud Hybois · Sébastien Jouve · Jean Baptiste Lutz   | 2:29.614 |
| K-2 200 m           | BLR · Vadzim Makhneu · Raman Piatrushenka                                         | 32.229   | ESP · Saúl Craviotto · Carlos Pérez                                           | 32.231   | CAN · Andrew Willows · Richard Dober, Jr.                                       | 32.653   |
| K-2 500 m           | BLR · Vadzim Makhneu · Raman Piatrushenka                                         | 1:29.408 | HUN · Kammerer Zoltán · Kucsera Gábor                                         | 1:29.695 | GER · Hendrick Bertz · Marcus Gross                                             | 1:30.372 |
| K-2 1000 m          | ESP · Emilio Merchan · Diego Cosgaya                                              | 3:14.610 | AUS · David Smith · Luke Morrison                                             | 3:15.809 | CUB · Reiner Torres · Carlos Montalvo                                           | 3:16.071 |
| K-4 200 m           | BLR · Vadzim Makhneu · Raman Piatrushenka · Dziamyan Turchyn · Taras Valko        | 30.412   | SVK · Tarr György · Vlček Erik · Richard Riszdorfer · Michal Riszdorfer       | 30.525   | RUS · Alexander Dyachenko · Sergey Khovanskiy · Stepan Shevchuk · Roman Zarubin | 30.608   |
| K-4 1000 m          | BLR · Vadzim Makhneu · Artur Litvinchuk · Raman Piatrushenka · Aliaksei Abalmasau | 2:57.437 | FRA · Guillaume Burger · Vincent Lecrubier · Philippe Colin · Sébastien Jouve | 2:58.022 | SVK · Tarr György · Vlček Erik · Richard Riszdorfer · Michal Riszdorfer         | 2:58.593 |

#### Kenu
| Versenyszám         | Arany                                                                                          | Idő      | Ezüst                                                                           | Idő      | Bronz                                                                         | Idő      |
| C-1 200 m           | Valentyn Demyanenko (AZE)                                                                      | 39.048   | Nikolay Lipkin (RUS)                                                            | 39.234   | Evgeny Shuklin (LTU)                                                          | 39.978   |
| C-1 500 m           | Dzianis Harazha (BLR)                                                                          | 1:49.723 | Nikolay Lipkin (RUS)                                                            | 1:49.750 | Mathieu Goubel (FRA)                                                          | 1:50.714 |
| C-1 1000 m          | Vadim Menkov (UZB)                                                                             | 3:55.497 | Mathieu Goubel (FRA)                                                            | 3:56.047 | Sebastian Brendel (GER)                                                       | 4:00.215 |
| C-1 4 × 200 m váltó | RUS · Yevgeniy Ignatov · Nikolay Lipkin · Viktor Melantev · Ivan Shtyl                         | 2:49.838 | HUN · Bozsil Attila · Foltán László · Horváth Gábor · Vajda Attila              | 2:51.977 | FRA · Mathieu Goubel · Thomas Simart · William Tchamba · Bertrand Hemonic     | 2:52.455 |
| C-2 200 m           | LTU · Tomas Gadeikis · Raimundas Labuckas                                                      | 36.433   | RUS · Yevgeniy Ignatov · Ivan Shtyl                                             | 36.753   | GER · Stefan Holtz · Robert Nuck                                              | 37.085   |
| C-2 500 m           | GER · Stefan Holtz · Robert Nuck                                                               | 1:41.310 | RUS · Yevgeniy Ignatov · Ivan Shtyl                                             | 1:41.782 | AZE · Sergey Bezugliy · Maksim Prokopenko                                     | 1:42.660 |
| C-2 1000 m          | GER · Erik Leue · Tomasz Wylenzek                                                              | 3:37.380 | AZE · Sergey Bezugliy · Maksim Prokopenko                                       | 3:37.462 | RUS · Nikolay Lipkin · Viktor Melantev                                        | 3:38.758 |
| C-4 200 m           | BLR · Aliaksandr Bahdanovich · Dzmitry Rabchanka · Aliaksandr Vauchetski · Dzmitry Vaitsishkin | 34.147   | RUS · Alekszandr Kosztoglod · Nikolay Lipkin · Viktor Melantev · Szergej Ulegin | 34.499   | HUN · Bozsil Attila · Foltán László · Horváth Gábor · Németh Gergő            | 35.235   |
| C-4 1000 m          | BLR · Dzianis Harazha · Dzmitry Rabchanka · Dzmitry Vaitsishkin · Aliaksandr Vauchetski        | 3:21.595 | GER · Chris Wend · Thomas Lück · Erik Rebstock · Ronald Verch                   | 3:22.141 | ROU · Cătălin Costache · Silviu Simioncencu · Iosif Chirila · Andrei Cuculici | 3:23.733 |

### Nők

#### Kajak
| Versenyszám         | Arany                                                                           | Idő      | Ezüst                                                                             | Idő      | Bronz                                                                         | Idő      |
| K-1 200 m           | Janics Natasa (HUN)                                                             | 40.866   | Marta Walczykiewicz (POL)                                                         | 41.209   | Anne Laure Viard (FRA)                                                        | 41.357   |
| K-1 500 m           | Kovács Katalin (HUN)                                                            | 1:51.149 | Katrin Wagner-Augustin (GER)                                                      | 1:51.633 | Josefa Idem (ITA)                                                             | 1:51.860 |
| K-1 1000 m          | Kovács Katalin (HUN)                                                            | 3:59.846 | Franziska Weber (GER)                                                             | 4:00.429 | Bridgette Hartley (RSA)                                                       | 4:00.966 |
| K-1 4 × 200 m váltó | GER · Fanny Fischer · Nicole Reinhardt · Katrin Wagner-Augustin · Conny Waßmuth | 2:50.806 | HUN · Hegyi Zomilla · Fazekas Krisztina · Janics Natasa · Paksy Tímea             | 2:51.756 | CAN · Kia Byers · Emilie Fournel · Genevieve Orton · Karen Furneaux           | 2:54.638 |
| K-2 200 m           | HUN · Janics Natasa · Kovács Katalin                                            | 37.508   | GER · Fanny Fischer · Nicole Reinhardt                                            | 37.682   | SVK · Ivana Kmetová · Martina Koholová                                        | 37.774   |
| K-2 500 m           | HUN · Kozák Danuta · Szabó Gabriella                                            | 1:41.144 | GER · Fanny Fischer · Nicole Reinhardt                                            | 1:42.023 | SWE · Josefin Nordlöw · Sofia Paldanius                                       | 1:42.276 |
| K-2 1000 m          | POL · Małgorzata Chojnacka · Beata Mikołajczyk                                  | 3:40.425 | GER · Tina Dietze · Carolin Leonhardt                                             | 3:40.502 | HUN · Benedek Dalma · Medveczky Erika                                         | 3:43.020 |
| K-4 200 m           | GER · Tina Dietze · Carolin Leonhardt · Katrin Wagner-Augustin · Conny Waßmuth  | 35.049   | HUN · Fazekas Krisztina · Janics Natasa · Kovács Katalin · Paksy Tímea            | 35.075   | POR · Beatriz Gomes · Helena Rodrigues · Teresa Portela · Joana Sousa         | 35.657   |
| K-4 500 m           | HUN · Benedek Dalma · Kozák Danuta · Janics Natasa · Kovács Katalin             | 1:33.090 | GER · Tina Dietze · Carolin Leonhardt · Katrin Wagner-Augustin · Nicole Reinhardt | 1:33.094 | ESP · Beatriz Manchón · Maria Teresa Portela · Jana Smidakova · Sonia Molanes | 1:34.973 |

## Összesített éremtáblázat
| Helyezés | Ország                  | Arany | Ezüst | Bronz | Összesen |
| -------- | ----------------------- | ----- | ----- | ----- | -------- |
| 1.       | Németország             | 7     | 8     | 3     | 18       |
| 2.       | Magyarország            | 6     | 4     | 2     | 12       |
| 3.       | Oroszország             | 1     | 5     | 3     | 9        |
| 4.       | Fehéroroszország        | 7     | 0     | 0     | 7        |
| 5.       | Franciaország           | 0     | 2     | 4     | 6        |
| 6.       | Spanyolország           | 2     | 1     | 1     | 4        |
| 7.       | Azerbajdzsán            | 1     | 1     | 1     | 3        |
| 8.       | Svédország              | 0     | 2     | 1     | 3        |
| 9.       | Szlovákia               | 0     | 1     | 2     | 3        |
| 10.      | Kanada                  | 0     | 0     | 3     | 3        |
| 11.      | Lengyelország           | 1     | 1     | 0     | 2        |
| 12.      | Litvánia                | 1     | 0     | 1     | 2        |
| 13.      | Ausztrália              | 0     | 1     | 1     | 2        |
| 14.      | Üzbegisztán             | 1     | 0     | 0     | 1        |
| 15.      | Ukrajna                 | 0     | 1     | 0     | 1        |
| 16.      | Kuba                    | 0     | 0     | 1     | 1        |
| 17.      | Olaszország             | 0     | 0     | 1     | 1        |
| 18.      | Portugália              | 0     | 0     | 1     | 1        |
| 19.      | Románia                 | 0     | 0     | 1     | 1        |
| 20.      | Dél-afrikai Köztársaság | 0     | 0     | 1     | 1        |
| Összesen | Összesen                | 27    | 27    | 27    | 81       |